# Roscoea
Genre
Classification APG II (2003)
Roscoea est un genre d'une vingtaine d'espèces de plantes de la famille des Zingiberaceae.
Elles sont natives de Chine et de l'Himalaya.
Les fleurs de Roscoea ressemblent aux orchidées.  

## Liste d'espèces
Selon World Checklist of Selected Plant Families (WCSP) (13 sept 2011) :

## Espèces aux noms obsolètes et leurs taxons de référence
Selon World Checklist of Selected Plant Families (WCSP) (13 sept 2011) :